# Olympische Jugend-Winterspiele 2024/Teilnehmer (Argentinien)
| Gelbes Symbol für Goldmedaillen mit stilisierten Olympischen Ringen | Graues Symbol für Silbermedaillen mit stilisierten Olympischen Ringen | Braundes Symbol für Bronzemedaillen mit stilisierten Olympischen Ringen |
| ------------------------------------------------------------------- | --------------------------------------------------------------------- | ----------------------------------------------------------------------- |
| —                                                                   | —                                                                     | —                                                                       |

Argentinien nahm an den Olympischen Jugend-Winterspielen 2024 in der südkoreanischen Provinz Gangwon mit 7 Athleten (4 Frauen, 3 Männer) teil.

## Teilnehmer nach Sportart

### Freestyle-Skiing
| Athleten       | Wettbewerb | Qualifikation | Qualifikation | Finale        | Finale        | Rang |
| Athleten       | Wettbewerb | Punkte        | Rang          | Punkte        | Rang          | Rang |
| -------------- | ---------- | ------------- | ------------- | ------------- | ------------- | ---- |
| Männer         |            |               |               |               |               |      |
| Santiago Magni | Big Air    | 53,50         | 18            | ausgeschieden | ausgeschieden | 18   |
| Santiago Magni | Slopestyle | 30,00         | 20            | ausgeschieden | ausgeschieden | 20   |

### Ski Alpin
| Athleten         | Wettbewerb         | Lauf 1  | Lauf 1 | Lauf 2  | Lauf 2 | Gesamt      | Gesamt |
| Athleten         | Wettbewerb         | Zeit    | Rang   | Zeit    | Rang   | Zeit        | Rang   |
| ---------------- | ------------------ | ------- | ------ | ------- | ------ | ----------- | ------ |
| Frauen           |                    |         |        |         |        |             |        |
| Jazmín Fernández | Super-G            | —       | —      | —       | —      | 54,72 s     | 12     |
| Jazmín Fernández | Alpine Kombination | 58,53 s | 24     | DSQ     | DSQ    | DSQ         | DSQ    |
| Jazmín Fernández | Riesenslalom       | 55,96 s | 37     | DSQ     | DSQ    | DSQ         | DSQ    |
| Jazmín Fernández | Slalom             | 56,89 s | 42     | DNF     | DNF    | DNF         | DNF    |
| Milla Anwandter  | Super-G            | —       | —      | —       | —      | 58,27 s     | 39     |
| Milla Anwandter  | Alpine Kombination | 59,33 s | 33     | 57,39 s | 27     | 1:56,72 min | 25     |
| Milla Anwandter  | Riesenslalom       | 54,51 s | 33     | 58,42 s | 28     | 1:52,93 min | 28     |
| Milla Anwandter  | Slalom             | 56,18 s | 39     | 54,17 s | 29     | 1:50,35 min | 29     |
| Männer           |                    |         |        |         |        |             |        |
| Nicolás Quintero | Super-G            | —       | —      | —       | —      | 54,98 s     | 6      |
| Nicolás Quintero | Alpine Kombination | 54,89 s | 7      | 56,93 s | 21     | 1:51,82 min | 14     |
| Nicolás Quintero | Riesenslalom       | 50,89 s | 17     | 47,70 s | 21     | 1:38,59 min | 19     |
| Nicolás Quintero | Slalom             | 48,59 s | 17     | 53,01 s | 9      | 1:41,60 min | 9      |

| Athleten                         | Wettbewerbe | Achtelfinale | Achtelfinale | Viertelfinale | Viertelfinale | Halbfinale    | Halbfinale    | Finale/Platz 3 | Finale/Platz 3 | Rang |
| Athleten                         | Wettbewerbe | Gegner       | Punkte       | Gegner        | Punkte        | Gegner        | Punkte        | Gegner         | Punkte         | Rang |
| -------------------------------- | ----------- | ------------ | ------------ | ------------- | ------------- | ------------- | ------------- | -------------- | -------------- | ---- |
| Mixed                            |             |              |              |               |               |               |               |                |                |      |
| Nicolás Quintero Milla Anwandter | Mannschaft  | ITA          | 1:3          | ausgeschieden | ausgeschieden | ausgeschieden | ausgeschieden | ausgeschieden  | ausgeschieden  | 15   |

### Skilanglauf
| Athleten              | Wettbewerb       | Zeit        | Rang |
| --------------------- | ---------------- | ----------- | ---- |
| Frauen                |                  |             |      |
| Maira Fernández Righi | 7,5 km klassisch | 26:05,2 min | 42   |
| Paloma Angelino       | 7,5 km klassisch | 29:18,8 min | 58   |
| Männer                |                  |             |      |
| Justo Estévez         | 7,5 km klassisch | 23:13,1 min | 51   |

| Athleten              | Wettbewerbe     | Qualifikation | Qualifikation | Viertelfinale | Viertelfinale | Halbfinale    | Halbfinale    | Finale        | Finale        | Rang |
| Athleten              | Wettbewerbe     | Zeit          | Rang          | Zeit          | Rang          | Zeit          | Rang          | Zeit          | Rang          | Rang |
| --------------------- | --------------- | ------------- | ------------- | ------------- | ------------- | ------------- | ------------- | ------------- | ------------- | ---- |
| Frauen                |                 |               |               |               |               |               |               |               |               |      |
| Maira Fernández Righi | Sprint Freistil | 4:04,48 min   | 48            | ausgeschieden | ausgeschieden | ausgeschieden | ausgeschieden | ausgeschieden | ausgeschieden | 48   |
| Paloma Angelino       | Sprint Freistil | 4:35,69 min   | 65            | ausgeschieden | ausgeschieden | ausgeschieden | ausgeschieden | ausgeschieden | ausgeschieden | 65   |
| Männer                |                 |               |               |               |               |               |               |               |               |      |
| Justo Estévez         | Sprint Freistil | 3:29,37 min   | 55            | ausgeschieden | ausgeschieden | ausgeschieden | ausgeschieden | ausgeschieden | ausgeschieden | 54   |